# Дечија игра 3
Дечије игре 3 (енгл. Child's Play 3) амерички је хорор филм из 1991. године. Режирао га је Џек Бендер, док је сценарио, као и за претходна два дела, написао Дон Мансини. Бред Дуриф се вратио у улогу Чакија, док је Алекса Винсента у улози главног протагонисте, Ендија Барклија, заменио Џастин Вејлин. Иако је одбјављен свега 9 месеци након другог дела, радња филма је смештена 8 година касније.
За разлику од свог претходника, који је успео да одржи успех оригинала, трећи део је забележио осетан пад и у погледу зараде и у оценама критичара. И сам Мансини је неколико година касније изјавио да му је ово најмање омиљен филм у франшизи, додавши да му је понестало идеја за добар сценарио после прва два дела. Упркос негативним критикама, филм је био номинован за Награду Сатурн за најбољи хорор филм, док је Вејлин био номинован за исту награду у категорији најбољег младог глумца.
Филм је добио на важности у Уједињеном Краљевству када су се појавиле гласине да је послужио као инспирација за убиства британске деце, Џејмса Булгера и Сузан Капер. Ове претпоставке су одбили истражитељи у оба случаја.
Тек седам година касније, трећи део је добио знатно успешнији наставак, под насловом Дечије игре 4: Чакијева невеста.

## Радња
Осам година након друге серије Чакијевих убистава, Енди Баркли се уписује на војну академију. У међувремену, Чаки је поново оживео и полази у потрагу за Ендијем како би му се осветио...

## Улоге
| Глумац         | Улога                      |
| -------------- | -------------------------- |
| Џастин Вејлин  | Енди Баркли                |
| Бред Дуриф     | Чарлс Ли Реј „Чаки”        |
| Џереми Силверс | Роналд Тајлер              |
| Пери Ривс      | Кристин де Силва           |
| Дин Џејкобсон  | Харолд Обри Вајтхерст      |
| Трејвис Фајн   | кадет Брет Шелтон          |
| Дона Ескра     | Џеки Ајверс                |
| Ендру Робинсон | наредник Ботник            |
| Дакин Метјуз   | пуковник Кохран            |
| Бурк Бернс     | наредник Кларк             |
| Метју Вокер    | мајор Елис                 |
| Питер Хаскел   | господин Саливан           |
| Кетрин Хикс    | Карен Баркли (фотографија) |